# Торбель
Торбель (нім. Törbel) — громада  в Швейцарії в кантоні Вале, округ Фісп.

## Географія
Громада розташована на відстані близько 85 км на південь від Берна, 38 км на схід від Сьйона.
Торбель має площу 17,6 км², з яких на 2,5% дозволяється будівництво (житлове та будівництво доріг), 30% використовуються в сільськогосподарських цілях, 39,2% зайнято лісами, 28,3% не є продуктивними (річки, льодовики або гори).

## Демографія
2019 року в громаді мешкало 488 осіб (-0,6% порівняно з 2010 роком), іноземців було 3,3%. Густота населення становила 28 осіб/км².
За віковим діапазоном населення розподілялося таким чином: 15,4% — особи молодші 20 років, 63,1% — особи у віці 20—64 років, 21,5% — особи у віці 65 років та старші. Було 208 помешкань (у середньому 2,3 особи в помешканні).
Із загальної кількості 172 працюючих 82 було зайнятих в первинному секторі, 20 — в обробній промисловості, 70 — в галузі послуг.